# Farrah Franklin
Farrah Destiny Franklin (Des Moines, 3 maggio 1981) è una cantante, attrice e autrice di testi musicali statunitense.
È stata anche un membro delle Destiny's Child.

## Biografia

### Primi anni
Farrah Franklin proviene da una famiglia afroamericana ed è cresciuta a Fresno e Los Angeles; ha cantato in numerosi cori nelle chiese e in musical.

### Destiny's Child
Nel 1999 fu assunta come comparsa nel video musicale delle Destiny's Child "Bills, Bills, Bills". In quella occasione entrò in contatto con Beyoncé Knowles e Kelly Rowland e nel dicembre del 1999 entrò a far parte del gruppo insieme a Michelle Williams, prendendo il posto dei due membri precedenti, LeToya Luckett e LaTavia Roberson.
Il primo video a cui partecipò fu Say My Name, quindi partecipò al tour e apparì anche nel video per la canzone "Jumpin' Jumpin'" e diede il suo contributo alla canzone "Independent Woman Part I" (che venne rimosso prima della pubblicazione della canzone), ai remix di "Jumpin' Jumpin'" e a "Dance With Me".
Nel luglio 2000, sette mesi dopo la sua entrata del gruppo, fu licenziata e apprese tale notizia da MTV.

### Carriera solista
Dopo il suo licenziamento dalle Destiny's Child si è concentrata sulla recitazione.
Ha vinto un premio come "Miglior Attrice non protagonista" agli "Independent Film Award" per il suo lavoro nel film "The Brewster Project".
Recentemente ha finito di girare un thriller indipendente intitolato "Eyes of Darkness".
Nel 2015, a distanza di 6 anni dal flop di Lollipop'l e di 15 anni dall'uscita dalle Destiny's Child, pubblica il singolo Magic and Makeup che non ottiene molto successo e riceve aspre critiche per la qualità.
Nel giugno 2016 rilascia un nuovo brano intitolato "Over".

### Altre attività
Ha fatto da modella per la linea di moda "Russel Simmons"; appare inoltre come comparsa nel video "Bills Bills Bills" con la formazione originale delle Destiny's Child.